# Klaus Teuber
Klaus Teuber (Rai-Breitenbach, 25 giugno 1952 – 1º aprile 2023) è stato un autore di giochi tedesco.
È noto soprattutto per aver creato Coloni di Catan e tutti i giochi derivati, ma vinse comunque quattro volte lo Spiel des Jahres e quattro il Deutscher Spiele Preis.

## Biografia
Lavorò inizialmente come odontotecnico svolgendo la professione nello studio di famiglia fin verso la metà degli anni 90. Affiancò poi tale attività a quella di autore di giochi, che finì per diventare quella principale. Col suo primo gioco, Barbarossa, vinse lo Spiel des Jahers 1988.
A inizio anni 90, non trovando un accordo con un editore per il nuovo gioco Vernissage, fondò con alcuni soci una propria azienda, che nonostante il discreto successo del gioco, chiuse dopo pochi anni. Nel 2002, a seguito del successo di Catan, fondò col figlio Guido la Catan GmbH che si occupò dello sviluppo di giochi e di videogiochi (quasi tutti derivati da Coloni di Catan). Curò personalmente tutte le espansioni del franchise Catan.
Nonostante fosse uno dei massimi esponenti del gioco in stile tedesco Teuber sosteneva che alla base delle idee dei suoi giochi ci fosse sempre una storia, un'atmosfera da ricreare.
Teuber è morto il 1º aprile 2023 dopo una breve malattia.

## Ludografia parziale
Alcuni dei giochi realizzati da Teuber:
- 1988 Barbarossa (SdJ)
- 1990 Adel verpflichtet (SdJ e Deutscher Spiele Preis)
- 1991 Drunter & Drüber (SdJ)
- 1992 Der fliegende Holländer (DSP)
- 1993 Vernissage
- 1995 I coloni di Catan (SdJ e DSP)
- 1995 Gallop Royal (finalista SdJ)
- 1996 Hallo Dachs (Deutscher Kinderspiele Preis)
- 1996 I coloni di Catan — gioco di carte (finalista SdJ)